# اولیویه سورلین
اولیویه سورلین (انگلیسی: Olivier Sorlin؛ زادهٔ ۹ آوریل ۱۹۷۹) بازیکن فوتبال اهل فرانسه است.
از باشگاه‌هایی که در آن بازی کرده‌است می‌توان به باشگاه فوتبال رن، باشگاه ورزشی مون‌پلیه، باشگاه فوتبال پائوک، و باشگاه فوتبال موناکو اشاره کرد.